# Mleczaj zmienny

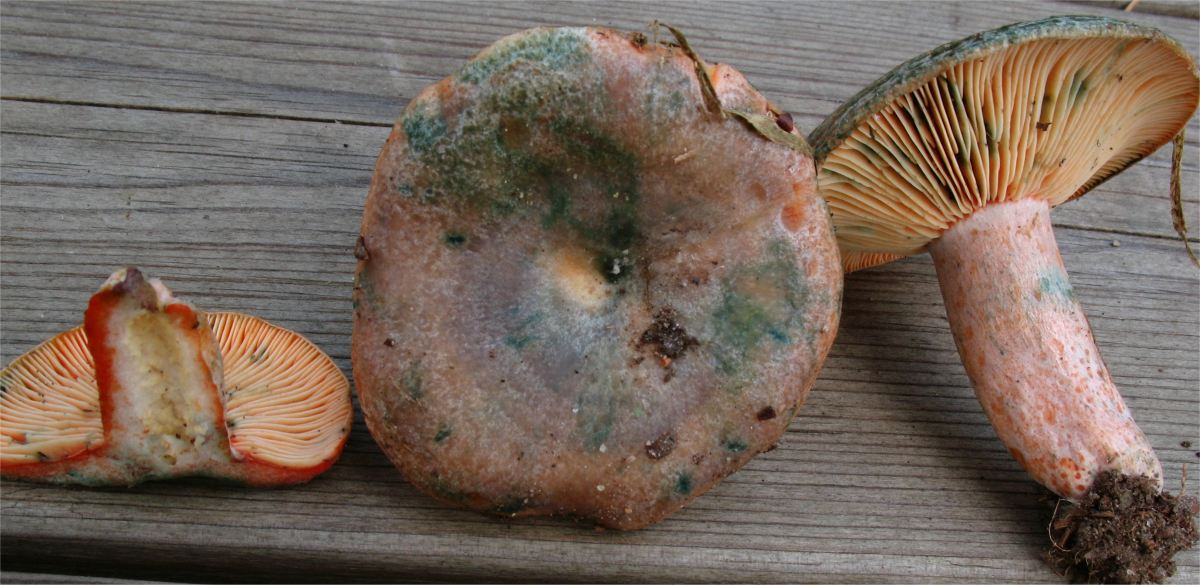

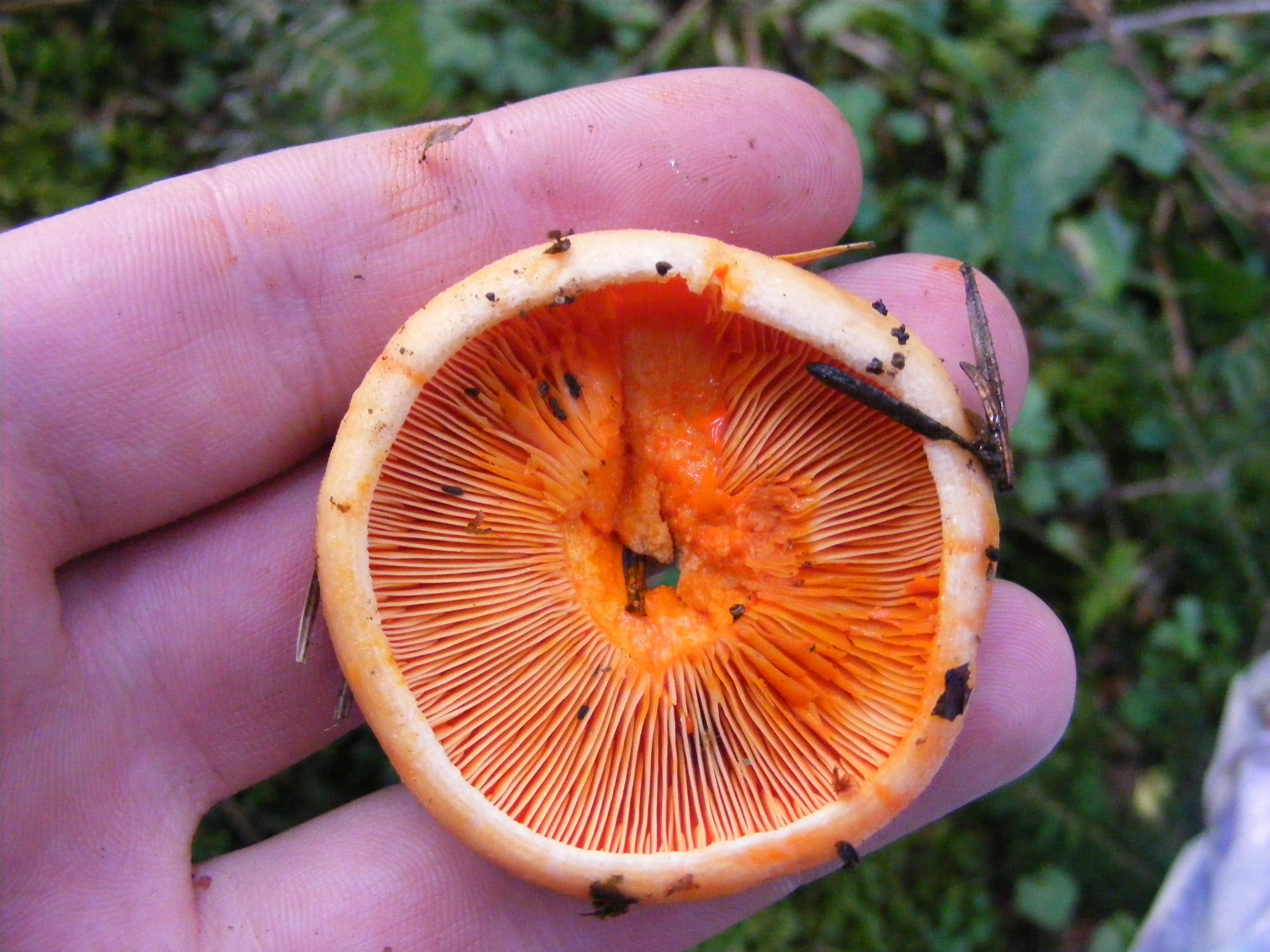

Mleczaj zmienny (Lactarius semisanguifluus R. Heim & Leclair) – gatunek jadalnego grzyba z rodziny gołąbkowatych (Russulaceae).

## Systematyka i nazewnictwo
Pozycja w klasyfikacji według Index Fungorum: Lactarius, Russulaceae, Russulales, Incertae sedis, Agaricomycetes, Agaricomycotina, Basidiomycota, Fungi.
Po raz pierwszy opisali go w 1950 r. Roger Heim i A. Leclair pod sosnami we Francji. Nazwa polska według Aliny Skirgiełło.

## Morfologia
Kapelusz
Młody – płaski, z czasem staje się coraz bardziej wklęsły, z podwiniętym brzegiem. Do 10 cm średnicy. Powierzchnia gładka lub delikatnie szorstka, o barwie od różowopomarańczowej do brudnopomarańczowej z dominującym zielonym odcieniem. Na brzegu kapelusza wyraźne zielone pręgi.
Blaszki
Jasne, pomarańczowożółte do ochrowych, po uciśnięciu wydzielają się winnoczerwone plamy.
Trzon
Wysokość 3–7 cm, grubość 1–2 cm, walcowaty, ku podstawie nieco zwężony, jędrny, początkowo pełny, w starszych owocnikach pusty w środku. Powierzchnia gładka z jamkami, o barwie podobnej, jak kapelusz, ale bardziej szaroliliowej. Po uszkodzeniu wydziela pomarańczowe mleczko, wkrótce przebarwiające się na fioletowo.
Miąższ
Białawy, zaraz po przekrajaniu pokrywa się żółtopomarańczowym mleczkiem, które po około 10 minutach staje się winnokarminowe, a po 30 minutach czerwonopurpurowe, jeszcze później zielone. Początkowo ma łagodny smak, jednak za chwilę piekący i nieznacznie gorzki. Zapach przyjemny.
Cechy mikroskopijne;
Zarodniki szerokoowalne o rozmiarach 8–9,5 × 6,5–7,5 μm, o powierzchni pokrytej niskimi brodawkami połączonymi niepełną siateczką cienkich łączników. Podstawki o rozmiarach 35–45 × 9 μm. Występują niezupełnie symetryczne cheilocystydy o rozmiarach 24–32 × 4–5 μm.
Gatunki podobne
Wśród grzybów o morfologicznie zbliżonych owocnikach wymienia się następujące gatunki:
- mleczaj świerkowy (Lactarius deterrimus), występujący wyłącznie pod świerkami, o mleczku po ok. 30 min. przebarwiającym się czerwonofioletowo;
- mleczaj jodłowy (Lactarius salmonicolor), występujący pod jodłami i jedlicami. Nigdy nie zielenieje po uszkodzeniu;
- mleczaj rydz (Lactarius deliciosus), o mleczku pomarańczowym i długo nie zmieniającym barwy;
- mleczaj czerwieniejący (Lactarius sanguifluus), o mleczku winnoczerwonym i podobnie lekko zabarwionymi blaszkami;
- mleczaj modrzewiowy (Lactarius porninsis), występujący wyłącznie pod modrzewiami, o białym mleczku.

Przez grzybiarzy gatunki te zazwyczaj są nierozróżniane; rozróżnienie ich tylko na podstawie wyglądu jest bardzo trudne, a czasami niemożliwe. Należy brać pod uwagę jeszcze inne cechy; miejsce występowania, kolor mleczka i zmianę koloru miąższu po uszkodzeniu. Z punktu widzenia grzybiarzy rozróżnienie gatunków nie jest bardzo istotne; gatunki te są bowiem jadalne, chociaż dość znacznie różnią się smakiem. Jedynie mleczaj modrzewiowy jest lekko truj

## Występowanie i siedlisko
Znany jest tylko w Europie. Jest tutaj szeroko rozprzestrzeniony. Brak go w opracowanej przez Władysława Wojewodę „Krytycznej liście wielkoowocnikowych grzybów podstawkowych Polski” (jest tu uznany za synonim mleczaja świerkowego Lactarius deterrimus), ale został znaleziony przez Stanisława Domańskiego w 1999 r., jego stanowiska podano także w późniejszych latach.
Naziemny grzyb mykoryzowy. Występuje wyłącznie na trawiastej i wilgotnej ziemi pod sosnami, na glebach wapiennych, rzadziej bazaltowych.
Najbardziej charakterystycznymi cechami mleczaja rydza są: występowanie pod sosnami, wyraźne prążkowanie kapelusza i zieleniejące mleczko i miąższ po uszkodzeniu.